# Karol Mészáros
Karol Mészáros (* 25. července 1993, Galanta, Slovensko) je slovenský fotbalový záložník, od ledna 2018 hráč maďarského klubu Szombathelyi Haladás.

## Klubová kariéra
Svoji fotbalovou kariéru začal v FC Senec. Mezi jeho další kluby patří: FC Jelka, FK Inter Bratislava, ŠK Slovan Bratislava a FC ViOn Zlaté Moravce.
V sezóně 2013/14 získal se Slovanem Bratislava ligový titul. 5. července 2014 byl u výhry 1:0 nad MFK Košice ve slovenském Superpoháru. Se Slovanem se probojoval do základní skupiny I Evropské ligy 2014/15, kde číhali soupeři SSC Neapol (Itálie), AC Sparta Praha (Česko) a Young Boys Bern (Švýcarsko).
V lednu 2016 odešel do maďarského týmu Fotbalové akademie Ference Puskáse z obce Felcsút. Zde vydržel pouze do konce sezóny 2015/16 (jeho tým sestoupil do druhé ligy) a v červnu 2016 přestoupil v rámci Maďarska do klubu Debreceni VSC. Od ledna 2017 do konce roku hostoval v mužstvu Szombathelyi Haladás. Vedení Haladásu se zamlouval a tak hráče získalo v lednu 2018 z Debrecínu na trvalý přestup. Mészáros podepsal 2,5letou smlouvu.

## Reprezentační kariéra
Figuroval v kádru slovenského reprezentačního výběru U21 vedeného trenérem Ivanem Galádem v kvalifikaci na Mistrovství Evropy hráčů do 21 let 2013 v Izraeli, ve které se Slovensko probojovalo do baráže proti Nizozemsku, avšak oba barážové zápasy prohrálo shodným výsledkem 0:2.